# Super Final Ascenso LPF 2018-2019
La Super Final de Ascenso de la Liga Nacional de Ascenso 2018-19 fue el último partido de la temporada 2018-19 del fútbol de segunda división de Panamá. La disputaron el equipo campeón del Torneo Apertura y el Torneo Clausura.
El equipo campeón fue el Atlético Chiriqui y aseguró el ascenso a Liga Panameña de Fútbol para la temporada  2019-20.

## Participantes
|  |  | Leones de América |  | Campeón del Torneo Apertura (2018) |
|  |  | Atlético Chiriquí |  | Campeón del Torneo Clausura (2019) |

## Desarrollo

### Sede
La sede de la Final fue el Estadio San Cristóbal en la Ciudad de David en la Provincia de Chiriquí. 
Primeramente se había escogido el Estadio Agustín 'Muquita' Sánchez de La Chorrera, en la Provincia de Panamá Oeste, como la sede de la final. Pero los dirigentes de la liga, junto a los de ambos equipos decidieron cambiar la sede al interior del país.
Las candidaturas presentadas fueron:
- Estadio Agustín Muquita Sánchez de La Chorrera.
- Estadio San Cristóbal de la Provincia de Chiriqui.
- Estadio Javier Cruz García de la Ciudad de Panamá.

## Final
| 1     | POR   | XX                  |     |
| 2     | DEF   | XX                  | 84' |
| 3     | DEF   | XX                  |     |
| 4     | DEF   | XX                  |     |
| 5     | DEF   | XX                  |     |
| 6     | MED   | XX                  |     |
| 7     | MED   | XX                  |     |
| 8     | MED   | XX                  |     |
| 9     | MED   | XX                  |     |
| 10    | DEL   | XX                  |     |
| 11    | DEL   | XX                  | 58' |
| D. T. | D. T. | Leonicio De La Flor |     |

| 1     | POR   | XX             |     |
| 2     | DEF   | XX             |     |
| 3     | DEF   | XX             |     |
| 4     | DEF   | XX             |     |
| 5     | DEF   | XX             |     |
| 6     | MED   | XX             |     |
| 7     | MED   | XX             |     |
| 8     | MED   | XX             | 83' |
| 9     | DEL   | XX             |     |
| 10    | DEL   | XX             | 79' |
| 11    | DEL   | XX             | 89' |
| D. T. | D. T. | Patricio Sampó |     |

| 12 | Defensa        | XX | 58' |
| 13 | Centrocampista | XX | 84' |

| 12 | Defensa        | XX | 79' |
| 13 | Centrocampista | XX | 83' |
| 14 | Delantero      | XX | 89' |

| Amonestado · Amonestado |

| Principal  | X |
| Asistentes | X |
|            | X |
| Cuarto     | X |

| 1     | POR   | XX                  |     |
| 2     | DEF   | XX                  | 84' |
| 3     | DEF   | XX                  |     |
| 4     | DEF   | XX                  |     |
| 5     | DEF   | XX                  |     |
| 6     | MED   | XX                  |     |
| 7     | MED   | XX                  |     |
| 8     | MED   | XX                  |     |
| 9     | MED   | XX                  |     |
| 10    | DEL   | XX                  |     |
| 11    | DEL   | XX                  | 58' |
| D. T. | D. T. | Leonicio De La Flor |     |

| 1     | POR   | XX             |     |
| 2     | DEF   | XX             |     |
| 3     | DEF   | XX             |     |
| 4     | DEF   | XX             |     |
| 5     | DEF   | XX             |     |
| 6     | MED   | XX             |     |
| 7     | MED   | XX             |     |
| 8     | MED   | XX             | 83' |
| 9     | DEL   | XX             |     |
| 10    | DEL   | XX             | 79' |
| 11    | DEL   | XX             | 89' |
| D. T. | D. T. | Patricio Sampó |     |

| 12 | Defensa        | XX | 58' |
| 13 | Centrocampista | XX | 84' |

| 12 | Defensa        | XX | 79' |
| 13 | Centrocampista | XX | 83' |
| 14 | Delantero      | XX | 89' |

| Amonestado · Amonestado |

| Principal  | X |
| Asistentes | X |
|            | X |
| Cuarto     | X |

| 1     | POR   | XX                  |     |
| 2     | DEF   | XX                  | 84' |
| 3     | DEF   | XX                  |     |
| 4     | DEF   | XX                  |     |
| 5     | DEF   | XX                  |     |
| 6     | MED   | XX                  |     |
| 7     | MED   | XX                  |     |
| 8     | MED   | XX                  |     |
| 9     | MED   | XX                  |     |
| 10    | DEL   | XX                  |     |
| 11    | DEL   | XX                  | 58' |
| D. T. | D. T. | Leonicio De La Flor |     |

| 1     | POR   | XX             |     |
| 2     | DEF   | XX             |     |
| 3     | DEF   | XX             |     |
| 4     | DEF   | XX             |     |
| 5     | DEF   | XX             |     |
| 6     | MED   | XX             |     |
| 7     | MED   | XX             |     |
| 8     | MED   | XX             | 83' |
| 9     | DEL   | XX             |     |
| 10    | DEL   | XX             | 79' |
| 11    | DEL   | XX             | 89' |
| D. T. | D. T. | Patricio Sampó |     |

| 12 | Defensa        | XX | 58' |
| 13 | Centrocampista | XX | 84' |

| 12 | Defensa        | XX | 79' |
| 13 | Centrocampista | XX | 83' |
| 14 | Delantero      | XX | 89' |

| Amonestado · Amonestado |

| Principal  | X |
| Asistentes | X |
|            | X |
| Cuarto     | X |

| 1     | POR   | XX                  |     |
| 2     | DEF   | XX                  | 84' |
| 3     | DEF   | XX                  |     |
| 4     | DEF   | XX                  |     |
| 5     | DEF   | XX                  |     |
| 6     | MED   | XX                  |     |
| 7     | MED   | XX                  |     |
| 8     | MED   | XX                  |     |
| 9     | MED   | XX                  |     |
| 10    | DEL   | XX                  |     |
| 11    | DEL   | XX                  | 58' |
| D. T. | D. T. | Leonicio De La Flor |     |

| 1     | POR   | XX             |     |
| 2     | DEF   | XX             |     |
| 3     | DEF   | XX             |     |
| 4     | DEF   | XX             |     |
| 5     | DEF   | XX             |     |
| 6     | MED   | XX             |     |
| 7     | MED   | XX             |     |
| 8     | MED   | XX             | 83' |
| 9     | DEL   | XX             |     |
| 10    | DEL   | XX             | 79' |
| 11    | DEL   | XX             | 89' |
| D. T. | D. T. | Patricio Sampó |     |

| 12 | Defensa        | XX | 58' |
| 13 | Centrocampista | XX | 84' |

| 12 | Defensa        | XX | 79' |
| 13 | Centrocampista | XX | 83' |
| 14 | Delantero      | XX | 89' |

| Amonestado · Amonestado |

| Principal  | X |
| Asistentes | X |
|            | X |
| Cuarto     | X |

## Nota
1. ↑  El equipo Leones de América había cambiado de sede y de razón social, pasando a llamarse Veraguas Fútbol Club y representando a la provincia de Veraguas (a partir de la temporada 2019-20), sin embargo este partido lo disputó bajo el mismo nombre, debido a que la Federación Panameña de Fútbol no había oficializado el cambio.